# Listy (časopis)
Listy jsou kulturní a společenský dvouměsíčník vycházející v Olomouci. Jeho součástí jsou texty o domácí a zahraniční politice, fejetony, informace z kultury, v každém čísle publikuje autorské fejetony, fotografie a poezii. Časopis každoročně uděluje Cenu Pelikán „za zásluhy o politickou kulturu a občanský dialog“.

## Historie
Listy založil v roce 1971 v římském exilu novinář a reformně komunistický politik Jiří Pelikán, mezi jeho spolupracovníky patřili mimo jiné Dušan Havlíček, Zdeněk Hejzlar nebo Vladimír Tosek. Po roce 1991 vycházel časopis v Praze, od roku 2003 vychází v Olomouci, nyní s podtitulem Dvouměsíčník pro kulturu a dialog. Vydavatelem je Nakladatelství Burian a Tichák. Kromě časopisu vydává nakladatelství také knihy věnované olomouckému místopisu a poezii a biografické práce s tematikou střední Evropy.
Výkonnými redaktory časopisu byli od roku 2003 Václav Burian (zemřel v r. 2014) a Tomáš Tichák, od roku 2015 je redaktorem časopisu novinář Patrik Eichler. Šéfredaktorem časopisu je od roku 2021 Tomáš Tichák.

## Předchůdci
Na přelomu let 1968–1969 vycházel pod názvem Listy týdeník Svazu československých spisovatelů (předtím pod názvem Literární noviny a Literární listy). Na tuto tradici exilové Listy navázaly.